# Mistrzostwa Polski w Curlingu 2010
Mistrzostwa Polski w Curlingu 2010 składały się z trzech etapów. Turniej eliminacyjny i półfinałowy odbył się w marcu, a finały w dniach 15–17 października w Cieszynie. Początkowo turniej finałowy miał być rozegrany w kwietniu.
W fazie finałowej brały udział 4 drużyny wyłonione z eliminacji, które grały systemem kołowym. Do finału awansowału dwa najlepsze zespoły. Mistrzem Polski została drużyna, która wygra dwukrotnie z przeciwnikiem z finału (wliczając w to mecz z Round Robin). Złoci medaliści nie reprezentowali Polski na Mistrzostwach Europy 2010 w Champéry, ponieważ Polski Związek Curlingu (PZC) nie zdążył z wpłaceniem składki członkowskiej do Europejskiej Federacji Curlingu (ECF).
Mistrzostwo zdobyły drużyny ŚKC Spark Katowice i ŚKC Marlex Team Katowice.

## Eliminacje

### Kobiety
| #  | Drużyna                        |
| -- | ------------------------------ |
| 1  | MCC Warszawa                   |
| 2  | MKS Axel Toruń COCKTAIL        |
| 3  | AZS Gliwice "Dzwoneczki"       |
| 4  | ŚKC Spark Katowice             |
| 5  | RKC Curlik Ruda Śl.            |
| 6  | ŚKC Moc Team Katowice          |
| 7  | AZS Gliwice "CoolArt"          |
| 8  | Krakowski Klub Curlingowy      |
| 9  | RKC "Toxic Team" Ruda Śl.      |
| 10 | MCC Warszawa "Szalone Gruszki" |

### Mężczyźni
| #  | Drużyna                                                                                     |
| -- | ------------------------------------------------------------------------------------------- |
| 1  | ŚKC Marlex Team Katowice                                                                    |
| 2  | AZS Gliwice "Smok i Jego Wesoła Kompanija"                                                  |
| 3  | MCC Warszawa                                                                                |
| 4  | MCC KNB Warszawa                                                                            |
| 5  | ŚKC "Lodołamacz" Katowice                                                                   |
|    | AZS Gliwice                                                                                 |
| 7  | Drużyna Karkonoskiego Klubu Curlingowego Wyższej Szkoły Logistyki i Transportu we Wrocławiu |
| 8  | Sopot CC Wa ku’ta Blues Brothers                                                            |
| 9  | RKC Tartel Ruda Śl.                                                                         |
| 10 | MCC Warszawa Polaris                                                                        |
| 11 | AZS Łódź 1                                                                                  |
| 12 | CCC Warszawa Yeti                                                                           |
| 13 | Poznański Klub Curlingowy                                                                   |
| 14 | CK "MiRRMiŁ" AZS Gliwice                                                                    |
| 15 | KS Prim Warszowice "Curlusy Baniate"                                                        |
| 16 | AZS Łódź 2                                                                                  |
| 17 | CK "Nikifor" Krynica Zdrój                                                                  |
| 18 | AZS Gliwice "Elektrometal Plan C"                                                           |
| 19 | Gdański Klub Curlingowy                                                                     |
| 20 | Krakowski Klub Curlingowy                                                                   |
| 21 | AZS Łódź 3                                                                                  |

## Finały

### Kobiety
Z udziału w turnieju finałowym zrezygnowała drużyna MCC Warszawa, która zakwalifikowała się z pierwszego miejsca. Do fazy finałowej na to miejsce dołączył zespół RKC Curlik Ruda Śląska.

#### Drużyny
|                         | Czwarta               | Trzecia              | Druga               | Otwierająca           | Rezerwowa       |
| ----------------------- | --------------------- | -------------------- | ------------------- | --------------------- | --------------- |
| AZS Gliwice Dzwoneczki  | Elżbieta Ran          | Magdalena Dumanowska | Dominika Łasak      | Joanna Waryszak       | Joanna Sowińska |
| MKS Axel Toruń COCKTAIL | Krystyna Beniger      | Katarzyna Selwant    | Anna Fijałkowska    | Magdalena Dobiszewska |                 |
| RKC Curlik Ruda Śląska  | Magdalena Szołkiewicz | Ilona Dominiczak     | Agnieszka Skowronek | Beata Szczepanik      | Dominika Muskus |
| ŚKC Katowice            | Justyna Beck          | Joanna Warot         | Patrycja Mach       | Katarzyna Dołęga      |                 |

#### Klasyfikacja końcowa
| # | Drużyna                 | Mecze | Mecze | Kamienie | Kamienie |
| # | Drużyna                 | W     | P     | W        | P        |
| - | ----------------------- | ----- | ----- | -------- | -------- |
| 1 | ŚKC Spark Katowice      | 3     | 1     | 31       | 19       |
| 2 | AZS Gliwice Dzwoneczki  | 3     | 2     | 34       | 33       |
| 3 | RKC Curlik Ruda Śl.     | 2     | 3     | 30       | 41       |
| 4 | MKS Axel Toruń Cocktail | 2     | 4     | 40       | 42       |

#### Finał
| 17 października 201010:00 | ŚKC Spark Katowice | 11:4 | AZS Gliwice Dzwoneczki |  |
| 17 października 201010:00 |                    | 11:4 |                        |  |

#### Mały finał
| 17 października 201010:00 | MKS Axel Toruń Cocktail | 5:6 | RKC Curlik Ruda Śl. |  |
| 17 października 201010:00 |                         | 5:6 |                     |  |

| 17 października 201013:30 | MKS Axel Toruń Cocktail | 6:12 | RKC Curlik Ruda Śl. |  |
| 17 października 201013:30 |                         | 6:12 |                     |  |

#### Tie-breaker
Jako że w rundzie grupowej trzy drużyny miały taki sam bilans meczów przed barażami rozegrano tee-shot. Na jego podstawie zespół ŚKC Spark Katowice bezpośrednio awansował do finału.
| 16 października 201019:00 | AZS Gliwice Dzwoneczki | 9:2 | MKS Axel Toruń Cocktail |  |
| 16 października 201019:00 |                        | 9:2 |                         |  |

#### Klasyfikacja po Round Robin
| # | Drużyna                 | Mecze | Mecze | Kamienie | Kamienie |
| # | Drużyna                 | W     | P     | W        | P        |
| - | ----------------------- | ----- | ----- | -------- | -------- |
| 1 | AZS Gliwice Dzwoneczki  | 2     | 1     | 21       | 20       |
|   | ŚKC Spark Katowice      | 2     | 1     | 20       | 15       |
|   | MKS Axel Toruń Cocktail | 2     | 1     | 27       | 15       |
| 4 | RKC Curlik Ruda Śl.     | 0     | 3     | 12       | 30       |

#### Sesja 1.
| 15 października 201019:00 | RKC Curlik Ruda Śl. | 5:9 | ŚKC Spark Katowice |  |
| 15 października 201019:00 |                     | 5:9 |                    |  |

|  | MKS Axel Toruń Cocktail | 8:9 | AZS Gliwice Dzwoneczki |  |
|  |                         | 8:9 |                        |  |

#### Sesja 2.
| 16 października 201010:00 | RKC Curlik Ruda Śl. | 4:10 | AZS Gliwice Dzwoneczki |  |
| 16 października 201010:00 |                     | 4:10 |                        |  |

|  | MKS Axel Toruń Cocktail | 8:3 | ŚKC Spark Katowice |  |
|  |                         | 8:3 |                    |  |

#### Sesja 3.
| 15 października 201015:00 | RKC Curlik Ruda Śl. | 3:11 | MKS Axel Toruń Cocktail |  |
| 15 października 201015:00 |                     | 3:11 |                         |  |

|  | AZS Gliwice Dzwoneczki | 2:8 | ŚKC Spark Katowice |  |
|  |                        | 2:8 |                    |  |

### Mężczyźni

#### Drużyny
|                                          | Czwarty             | Trzeci            | Drugi             | Otwierający     | Rezerwowy      |
| ---------------------------------------- | ------------------- | ----------------- | ----------------- | --------------- | -------------- |
| AZS Gliwice                              | Arkadiusz Sypień    | Rafał Sypień      | Piotr Podgórski   | Piotr Wysocki   |                |
| AZS Gliwice Smok i Jego Wesoła Kompanija | Andrzej Augustyniak | Piotr Kaźmierczak | Kuba Hawryszków   | Kasper Knebloch |                |
| MCC Fazi                                 | Paweł Frynia        | Kamil Gęśla       | Marcin Madej      | Rafał Stolarek  | Bartosz Łobaza |
| ŚKC Marlex Team Katowice                 | Jakub Głowania      | Tomasz Zioło      | Michael Żółtowski | Michał Kozioł   |                |

#### Klasyfikacja końcowa
| # | Drużyna                                  | Mecze | Mecze | Kamienie | Kamienie |
| # | Drużyna                                  | W     | P     | W        | P        |
| - | ---------------------------------------- | ----- | ----- | -------- | -------- |
| 1 | ŚKC Marlex Team Katowice                 | 4     | 0     | 32       | 13       |
| 2 | MCC Fazi                                 | 2     | 2     | 27       | 35       |
| 3 | AZS Gliwice Smok i Jego Wesoła Kompanija | 2     | 3     | 27       | 23       |
| 4 | AZS Gliwice                              | 2     | 4     | 19       | 34       |

#### Finał
| 17 października 201010:00 | ŚKC Marlex Team Katowice | 8:2 | MCC Fazi |  |
| 17 października 201010:00 |                          | 8:2 |          |  |

#### Mały finał
| 17 października 201010:00 | AZS Gliwice Smok i Jego Wesoła Kompanija | 9:1 | AZS Gliwice |  |
| 17 października 201010:00 |                                          | 9:1 |             |  |

#### Tie-breaker
Początkowo drużyny rozegrały tee-shot, w którym zwyciężył MCC Fazi i czekał na przeciwnika z pierwszego meczu dogrywkowego.
| 116 października 2010 | AZS Gliwice Smok i Jego Wesoła Kompanija | 2:3 | AZS Gliwice |  |
| 116 października 2010 |                                          | 2:3 |             |  |

| 216 października 2010 | MCC Fazi | 4:3 | AZS Gliwice |  |
| 216 października 2010 |          | 4:3 |             |  |

#### Klasyfikacja po Round Robin
| # | Drużyna                                  | Mecze | Mecze | Kamienie | Kamienie |
| # | Drużyna                                  | W     | P     | W        | P        |
| - | ---------------------------------------- | ----- | ----- | -------- | -------- |
| 1 | ŚKC Marlex Team Katowice                 | 3     | 0     | 24       | 11       |
| 2 | AZS Gliwice                              | 1     | 2     | 12       | 19       |
|   | MCC Fazi                                 | 1     | 2     | 21       | 24       |
| 4 | AZS Gliwice Smok i Jego Wesoła Kompanija | 1     | 2     | 16       | 19       |

#### Sesja 1.
| 15 października 201019:00 | ŚKC Marlex Team Katowice | 11:6 | MCC Fazi |  |
| 15 października 201019:00 |                          | 11:6 |          |  |

|  | AZS Gliwice | 7:3 | AZS Gliwice Smok i Jego Wesoła Kompanija |  |
|  |             | 7:3 |                                          |  |

#### Sesja 2.
| 16 października 201010:00 | ŚKC Marlex Team Katowice | 6:4 | AZS Gliwice Smok i Jego Wesoła Kompanija |  |
| 16 października 201010:00 |                          | 6:4 |                                          |  |

|  | AZS Gliwice | 4:9 | MCC Fazi |  |
|  |             | 4:9 |          |  |

#### Sesja 3.
| 15 października 201015:00 | ŚKC Marlex Team Katowice | 7:1 | AZS Gliwice |  |
| 15 października 201015:00 |                          | 7:1 |             |  |

|  | AZS Gliwice Smok i Jego Wesoła Kompanija | 9:6 | MCC Fazi |  |
|  |                                          | 9:6 |          |  |